# Pasaia
Pasaia (in spagnolo Pasajes) è un comune spagnolo di 16 658 abitanti situato nella comunità autonoma dei Paesi Baschi.

## Società

### Evoluzione demografica
Abitanti censiti

### Lingue e dialetti
Il dialetto basco locale appartiene alla variante gipuzkoana, posizionandosi come un dialetto di transizione fra le parlate di Gipuzkoa, Navarra e Bassa Navarra. Nel 2021, il 44% della popolazione era euskaldun ("basconfona").

## Amministrazione
Dalla Transizione spagnola ad oggi, le persone che hanno ricoperto la carica di sindaco (in basco alkatea, in spagnolo alcalde) sono state le sueguenti:
| Periodo | Periodo   | Primo cittadino                        | Partito                                                        | Carica  | Note |
| ------- | --------- | -------------------------------------- | -------------------------------------------------------------- | ------- | ---- |
| 1979    | 1983      | Eduardo Aseginolaza Muxika             | Herri Batasuna (HB)                                            | Sindaco |      |
| 1983    | 1987      | Roberto Lopez de Etxezarreta Murgiondo | Partito Nazionalista Basco (EAJ-PNV)                           | Sindaco |      |
| 1987    | 1991      | Joseba Xabier Portugal Arteaga         | HB                                                             | Sindaco |      |
| 1991    | 1995      | Joseba Xabier Portugal Arteaga         | HB                                                             | Sindaco |      |
| 1995    | 1999      | Bixen Itxaso Gonzalez                  | Partito Socialista dei Paesi Baschi-Euskadiko Ezkerra (PSE-EE) | Sindaco |      |
| 1999    | 2003      | Juan Karlos Alduntzin Juanena          | Euskal Herritarrok (EH)                                        | Sindaco |      |
| 2003    | 2007      | Izaskun Gomez Cermeño                  | PSE-EE                                                         | Sindaca |      |
| 2007    | 2011      | Maider Ziganda Poblacion               | Eusko Abertzale Ezkintza (2007-2009) indipendente (2009-2011)  | Sindaca |      |
| 2011    | 2015      | Amaia Agirregabiria                    | Bildu                                                          | Sindaca |      |
| 2015    | 2019      | Izaskun Gomez Cermeño                  | PSE-EE                                                         | Sindaca |      |
| 2019    | 2023      | Izaskun Gomez Cermeño                  | PSE-EE                                                         | Sindaco |      |
| 2023    | in carica | Teodoro Alberro Bilbao                 | Euskal Herria Bildu                                            | Sindaco |      |